# 20306 Richarnold
20306 Richarnold este un asteroid din centura principală de asteroizi.

## Descriere
20306 Richarnold este un asteroid din centura principală de asteroizi. A fost descoperit pe 31 martie 1998 la Socorro, New Mexico, în cadrul proiectului LINEAR. Asteroidul prezintă o orbită caracterizată de o semiaxă mare de 2,56 ua, o excentricitate de 0,10 și o înclinație de 4,6° în raport cu ecliptica.